# Asthenia diffissa
Asthenia diffissa är en fjärilsart som beskrevs av Jordan 1924. Asthenia diffissa ingår i släktet Asthenia och familjen påfågelsspinnare. Inga underarter finns listade i Catalogue of Life.